# Garncarstwo

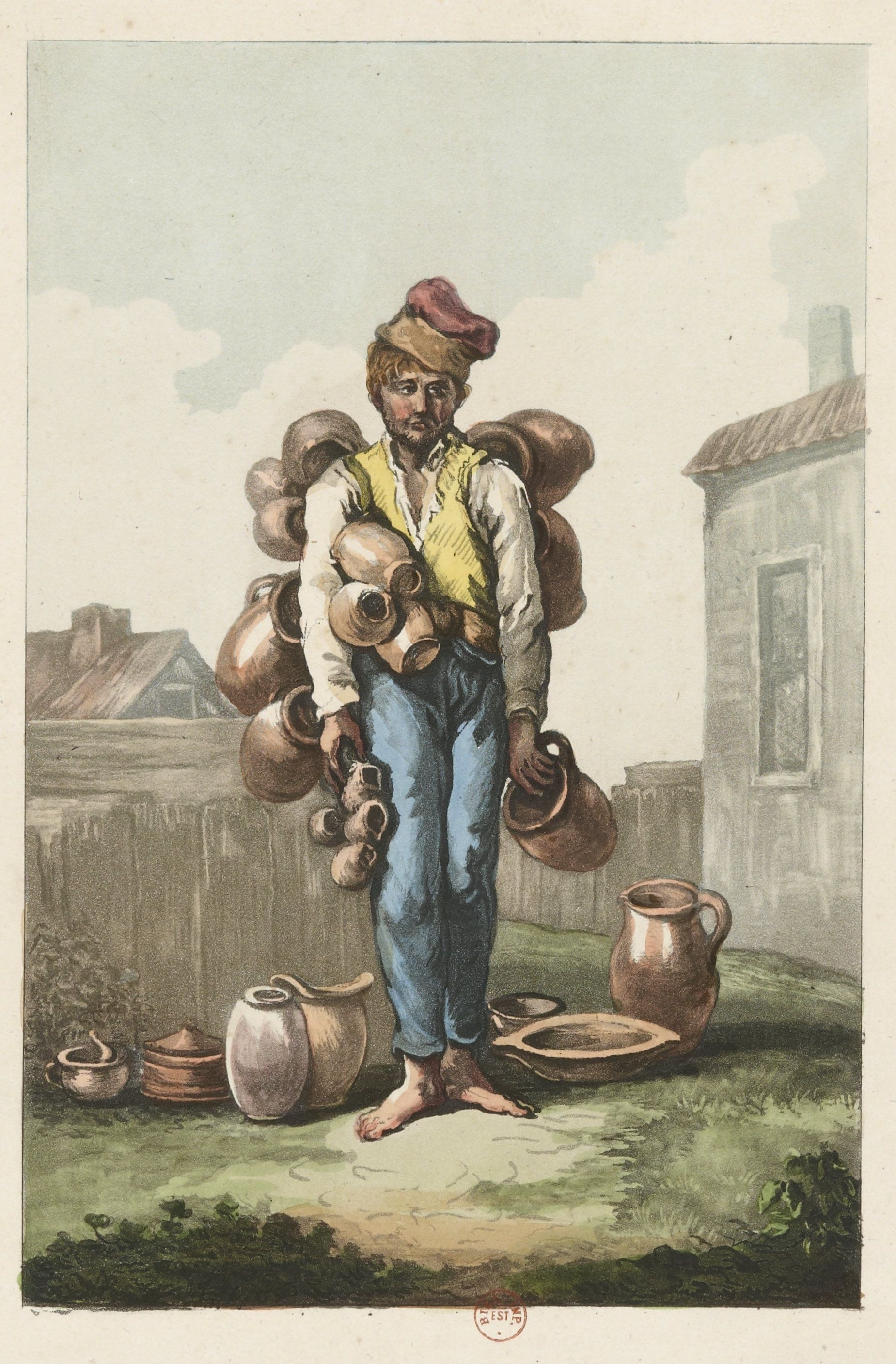
„Sprzedający garnki” na XVIII-wiecznym rysunku Jana Norblina

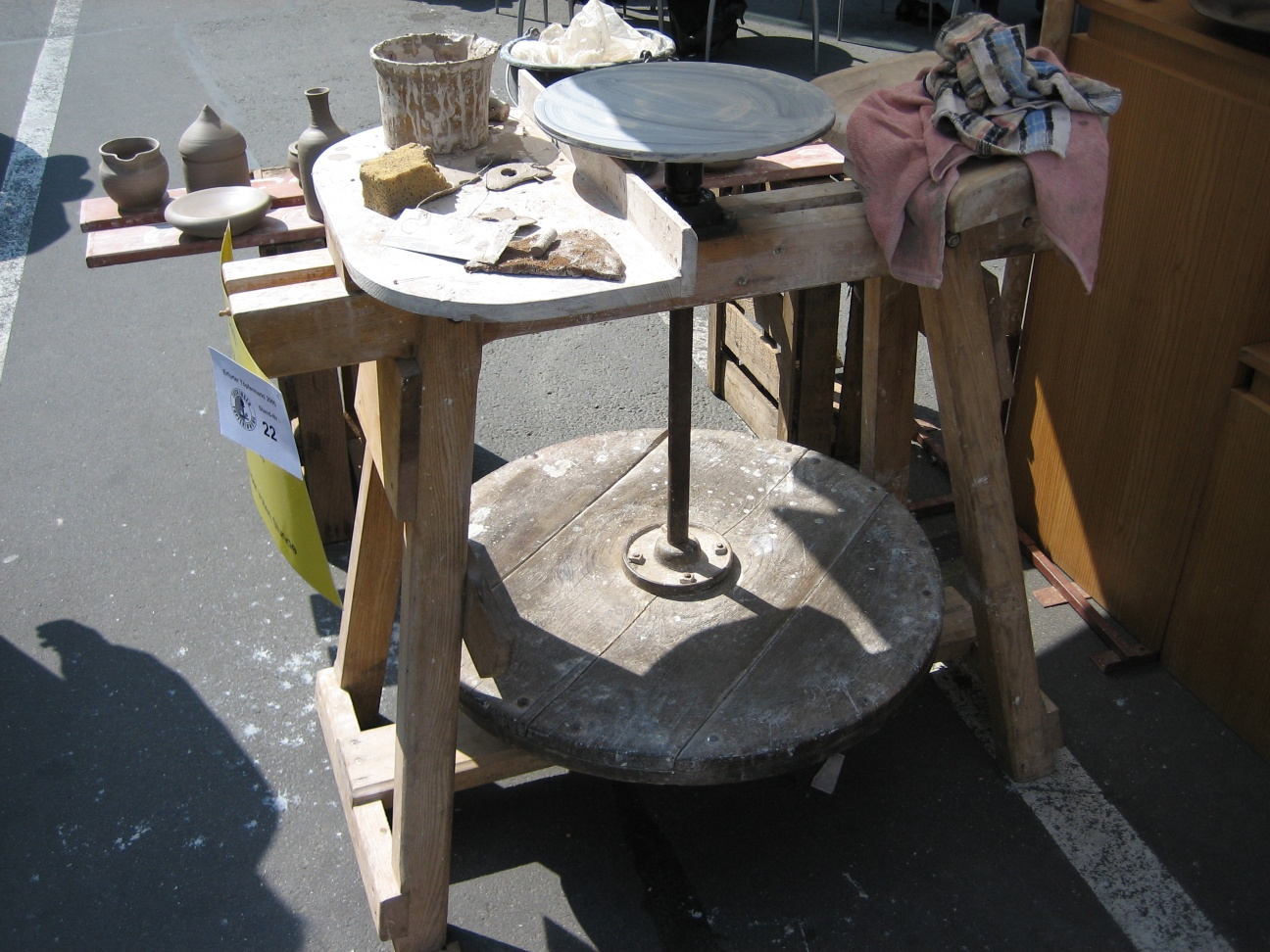
Koło garncarskie

Garncarstwo – jedno z najstarszych rzemiosł (znane od neolitu). Jest to rękodzielniczy wyrób ceramicznych naczyń i przedmiotów codziennego użytku.
Rzemieślnik zajmujący się garncarstwem to garncarz albo garncarka.

## Garncarstwo na ziemiach polskich
Na ziemiach polskich naczynia gliniane pojawiły się około 5400 lat p.n.e. Przybyły wówczas na te tereny ludy rolnicze posiadające umiejętność wytwarzania zarówno naczyń o cienkich, bogato zdobionych ściankach, jak i trwalszych, grubościennych, przeznaczonych do gotowania strawy. Głównym surowcem była glina, stosowano także domieszki mineralne (piasek, tłuczeń), wzmacniające konstrukcję. Naczynia lepiono ręcznie z taśm i wałków glinianych. Po wysuszeniu wypalano je w ognisku.
Przybycie w ok. 300 r. p.n.e. ludności celtyckiej wzbogaciło rzemiosło o umiejętność toczenia naczyń na kole garncarskim. Najbardziej znane stanowisko archeologiczne znajduje się w okolicach Nowej Huty, gdzie odkryto osady celtyckie z ceramiką wytwarzaną na kole. Ceramikę wypalano w specjalnych piecach garncarskich.
Po odejściu Celtów z ziem polskich koło garncarskie zostało zapomniane i naczynia wytwarzano tylko ręcznie. Ponownie umiejętność toczenia pojawiła się pod koniec II wieku n.e. Ceramika z tamtego okresu ma ciemną i błyszczącą powierzchnię. Powstały wówczas osady wyspecjalizowane w garncarstwie, m.in. Pleszów. Do wypalania naczyń stosowano piece częściowo zakopane w ziemię, przeważnie dwukomorowe.
Wśród plemion słowiańskich koło garncarskie pojawiło się w VII wieku. Było to koło wolnoobrotowe i stosowano je do obtaczania ręcznie ulepionych naczyń.
W czasach nowożytnych garncarstwo było jednym z bardziej popularnych rzemiosł i do drugiej połowy XIX w. miało bardzo poważne znaczenie w całej Polsce. Na przełomie XIX i XX w. w ponad 900 miejscowościach były czynne warsztaty garncarskie, ale w 1950 r. odnotowano je już tylko w 350, a w 1970 r. jedynie w 200 miejscowościach.

## Technika

### Przygotowanie materiału
Materiałem garncarskim jest glina. Glina powinna być jednorodna, bez grudek i zanieczyszczeń. Aby osiągnąć taki stan garncarze wykonują szereg prac przygotowawczych. Zaopatrują się w glinę jesienią, aby w zimie dobrze przemarzła. Glinę polewa się obficie wodą, aby się „zlasowała”. Porcję gliny do przerobu ubija się młotem w „słup”. Ze słupa sierpem lub specjalnym strugiem odcina się „strużyny”. Strużyny zwija się w „pecyny”, suszy i mieli. Czynności te powtarza się po kilka razy.

### Warsztat

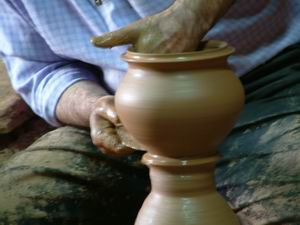
Praca na kole garncarskim

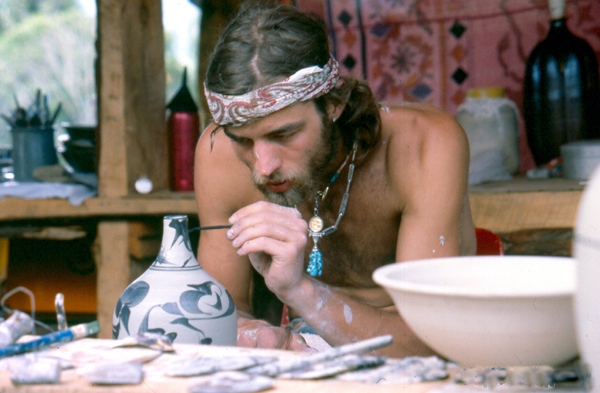
Wykonywanie zdobień

Warsztatem jest ława i koło garncarskie. Koło garncarskie to dwie tarcze umieszczone na wspólnej, pionowej osi. Garncarz, siedząc na ławie, nogami popycha dolną, większą tarczę, wprawiając koło garncarskie w ruch obrotowy. Na ławie leży też zapas gliny, naczynie z wodą do maczania rąk, naczynia z farbami, pędzel, szyniec do wygładzania i ozdabiania oraz drut do odcinania gotowego naczynia.

### Formowanie
Porcję gliny „wygniata się” z wodą na ławie (podobnie jak ciasto) i formuje w wałek. Z wałka garncarz odcina kawałek zwany „klusem”, wielkością odpowiedni do formowanego naczynia i przykleja go do górnej tarczy koła garncarskiego. Następnie, cały czas obracając kołem, zwilżonymi w wodzie rękami najpierw wydłuża i zaokrągla bryłę gliny, po czym kciukami wygniata w środku otwór i formuje dno naczynia. Operując jedną ręką wewnątrz a drugą na zewnątrz garncarz „wyciąga” ścianki naczynia w kształcie walca. Kolejny etap to modelowanie: wykonanie „wrębu” (górnej krawędzi) oraz „brzuśca”. Uformowane naczynie wygładza się szyńcem i ewentualnie ozdabia rytem. Pracę kończy odcięcie gotowego naczynia drutem.

### Wypalanie
Naczynie odstawia się do powolnego suszenia. Po wyschnięciu wstawia się je do pieca garncarskiego i wypala przez kilkanaście godzin w temperaturze około 1000 °C (temperatura oceniana jest na oko, na podstawie koloru płomienia i stanu „szkliwa”). Naczynia mogą być pokrywane kolorową glazurą. Istnieje też glina „samoutwardzalna” której po wyschnięciu nie trzeba wypalać.